# Proechimys chrysaeolus
Proechimys chrysaeolus là một loài động vật có vú trong họ Echimyidae, bộ Gặm nhấm. Loài này được Thomas mô tả năm 1898.